# Projet Man-High

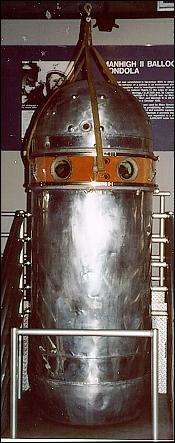
Nacelle de Manhigh II.

Le projet Man-High, aussi connu sous le nom de projet Daedalus, est l'un des premiers projets réussis de vols habités réalisé à plus de 30 km d'altitude à partir de ballons stratosphériques. Mené par l'United States Air Force, il y a lieu entre décembre 1955 et 1958 pour obtenir des données scientifiques sur le comportement d'un ballon dans un environnement au-dessus de 99% de l'atmosphère terrestre et pour étudier les rayons cosmiques et leurs effets sur les humains.
Le ballon à hélium en polyéthylène avait un diamètre de 60 mètres et un volume de 85 000 mètres cubes. La gondole hermétiquement scellée en aluminium d'un mètre de diamètre et trois mètres de haut pesait 747 kilogrammes; elle atterrit ensuite avec un parachute. Il est conçue par Winzen Research (en) installé à Minneapolis, Minnesota.

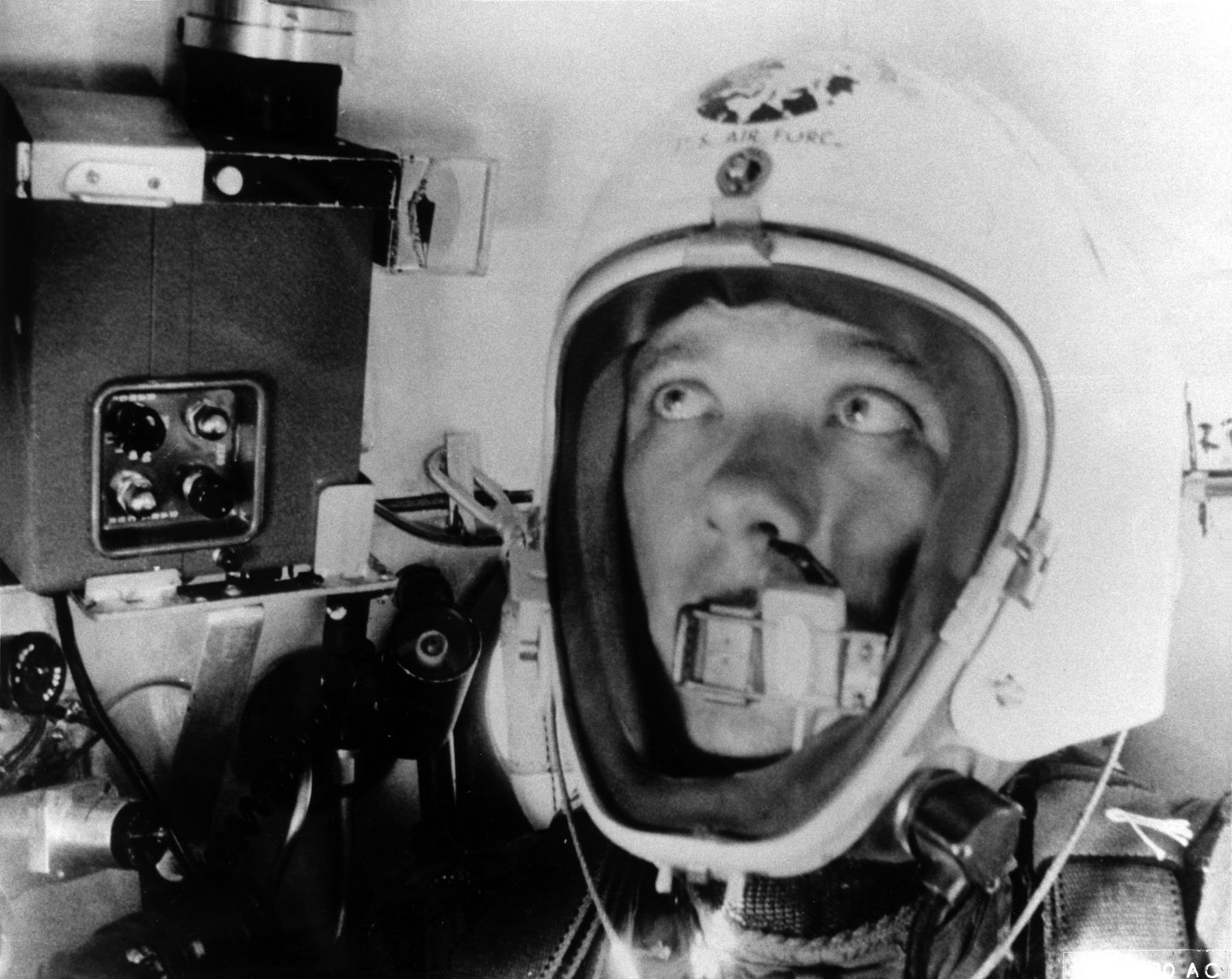
David G. Simons durant l'ascension du 19 août 1958.

Trois sauts habités depuis la stratosphère ont lieu dans le cadre de ce programme et six inhabités pour tests :
- Manhigh I : vol le 2 juin 1957 à 29 500 m par le capitaine Joseph Kittinger depuis le South St. Paul Municipal Airport (en) dans le Minnesota[3].
- Manhigh II : vol le 19 et 20 août 1958 de 25 h à 30 942 m par le major David G. Simons (en) lancé depuis le futur lac artificiel Portsmouth Mine Pit Lake à Crosby, Minnesota.
- Manhigh III : vol le 8 octobre 1958 à 29 900 m, par le lieutenant Clifton M. McClure au-dessus du bassin de Tularosa au sud du Nouveau-Mexique.

Les candidats au projet Man-high ont été soumis à une série de tests physiques et psychologiques qui sont devenus la norme de qualification des premiers astronautes américains pour le programme Mercury.